# Troussey
Troussey là một xã trong vùng Grand Est, thuộc tỉnh Meuse, quận Commercy, tổng Void-Vacon. Tọa độ địa lý của xã là 48° 42' vĩ độ bắc, 05° 42' kinh độ đông. Troussey nằm trên độ cao trung bình là 241 mét trên mực nước biển, có điểm thấp nhất là 235 mét và điểm cao nhất là 350 mét. Xã có diện tích 17,23 km², dân số vào thời điểm 1999 là 318 người; mật độ dân số là 18 người/km².

## Thông tin nhân khẩu
| 1962 | 1968 | 1975 | 1982 | 1990 | 1999 |
| ---- | ---- | ---- | ---- | ---- | ---- |
| 336  | 360  | 302  | 283  | 318  | 318  |